# Bank Ochrony Środowiska
Bank Ochrony Środowiska S.A. — польський комерційний банк зі штаб-квартирою у Варшаві. На ринку фінансів з 1991.
Банк пропонує, серед інших послуг позики на екологічні проекти, термомодернізацію, на газові установки в комунальних підприємствах, розташованих у сільській місцевості, на придбання саджанців енергетичних рослин та на придбання і встановлення обладнання для раціонального використання природних ресурсів, у тому чисіл економії води, електроенергії, поводження з відходами чи очищення води та стічних вод. Банк надає допомогу органам місцевого самоврядування та підприємствам у поданні заявок на грантове фінансування фондів Європейського Союзу.
З 1997 акції банку торгуються на Варшавської фондовій біржі. Основним акціонером Банку є Національний фонд охорони навколишнього середовища та управління водними ресурсами (58,05% від загальної кількості голосів).
З 5 травня 2014 президентом банку був Даріуш Данилюк. 15 лютого 2016 року його замінив виконувач обов'язків президента Славомир Завадський, якого за місяць замінив Станіслав Клюза, офіційно призначений віце-президентом на посаду президента. 7 грудня 2016 року польський орган фінансового нагляду схвалив призначення Станіслава Клюза президентом Правління банку «Ochrony Środowiska».
З 16 червня 2017 року Богуслав Бяловонс був виконуючим обов'язки президента банку. 8 листопада 2017 року Наглядова рада Банку «Ochrony Środowiska» ухвалила постанову про призначення Богуслава Бяловонса президентом Правління «BOŚ».

## Власники
| Акціонер                                                                           | Частка (%) |
| Національний фонд охорони навколишнього середовища та управління водними ресурсами | 58,05      |
| Інвестиційний фонд польських підприємств закритих непублічних активів              | 8,61       |
| Національне управління лісових ресурсів                                            | 5,54       |
| Free float                                                                         | 27,80      |

## Брокерський дім банку
До структури банку входить «Брокерський дім «BOŚ». У листопаді 2009 року «DM BOŚ» запустила платформу «BossaFX» для обробки транзакцій на «Форекс». У 2010 році презентовано інструмент «bossaAPI», що здійснює комунікативний супровід зовнішніх інвесторів та службою транзакцій «bossa.pl».